# Mahler (cràter)
Mahler és un cràter d'impacte en el planeta Mercuri de 104 km de diàmetre. Porta el nom del compositor austríac Gustav Mahler (1860-1911), i el seu nom va ser aprovat per la Unió Astronòmica Internacional el 1976.